# Xã Bowling, Quận Rock Island, Illinois
Xã Bowling (tiếng Anh: Bowling Township) là một xã thuộc quận Rock Island, tiểu bang Illinois, Hoa Kỳ. Năm 2010, dân số của xã này là 3.414 người.